# San Marinees voetbalelftal in 2006
Het San Marinees voetbalelftal speelde in totaal vier interlands in het jaar 2006, waarvan drie wedstrijden in de kwalificatiereeks voor de EK-eindronde 2008 in Oostenrijk en Zwitserland. De ploeg stond onder leiding van Giampaolo Mazza, en leed op 6 september de grootste nederlaag uit de geschiedenis, toen Duitsland met 13-0 won in Serravalle. Op de FIFA-wereldranglijst zakte de dwergstaat in 2006 van de 156ste (januari 2006) naar de 194ste plaats (december 2006).

## Balans
| Wedstrijden | Wedstrijden | Wedstrijden | Wedstrijden | Doelpunten | Doelpunten | Doelpunten | Punten |
| Gespeeld    | Winst       | Gelijk      | Verlies     | Voor       | Tegen      | Saldo      | Punten |
| ----------- | ----------- | ----------- | ----------- | ---------- | ---------- | ---------- | ------ |
| 4           | 0           | 0           | 4           | 0          | 28         | –28        | 0.000  |

## Interlands
|                                                                 |            |                                             |         |                                                                                  |
| 16 augustus Vriendschappelijk № 80 «onderlinge duels» 20:30 uur | San Marino | 0 – 3                                       | Albanië | Stadio Olimpico, Serravalle Toeschouwers: 700 Scheidsrechter: Anton Zammit (MLT) |
| 16 augustus Vriendschappelijk № 80 «onderlinge duels» 20:30 uur |            | 7' Igli Tare 28' Ervin Skela 32' Altin Lala |         | Stadio Olimpico, Serravalle Toeschouwers: 700 Scheidsrechter: Anton Zammit (MLT) |

|                                                               |            | |           |                                                                                     |
| 6 september EK-kwalificatie № 81 «onderlinge duels» 20:45 uur | San Marino | 0 – 13 | Duitsland | Stadio Olimpico, Serravalle Toeschouwers: 5.019 Scheidsrechter: Selçuk Dereli (TUR) |
| 6 september EK-kwalificatie № 81 «onderlinge duels» 20:45 uur |            | 11' Lukas Podolski 29' Bastian Schweinsteiger 30' Miroslav Klose 35' Michael Ballack 43' Lukas Podolski 45' Miroslav Klose 47' Bastian Schweinsteiger 64' Lukas Podolski 66' Thomas Hitzlsperger 71' Lukas Podolski 73' Thomas Hitzlsperger 87' Manuel Friedrich 89' (pen.) Bernd Schneider |           | Stadio Olimpico, Serravalle Toeschouwers: 5.019 Scheidsrechter: Selçuk Dereli (TUR) |

|                                                             | |       |            |                                                                                |
| 7 oktober EK-kwalificatie № 82 «onderlinge duels» 17:15 uur | Tsjechië | 7 – 0 | San Marino | Stadion U Nisy, Liberec Toeschouwers: 9.514 Scheidsrechter: Vüsal Əliyev (AZE) |
| 7 oktober EK-kwalificatie № 82 «onderlinge duels» 17:15 uur | Marek Kulič 15' Jan Polák 22' Milan Baroš 27' Jan Koller 43' David Jarolím 49' Jan Koller 52' Milan Baroš 68' |       |            | Stadion U Nisy, Liberec Toeschouwers: 9.514 Scheidsrechter: Vüsal Əliyev (AZE) |

|                                                               |                                                                                        |       |            |                                                                                  |
| 15 november EK-kwalificatie № 83 «onderlinge duels» 20:30 uur | Ierland                                                                                | 5 – 0 | San Marino | Lansdowne Road, Dublin Toeschouwers: 34.018 Scheidsrechter: Lassin Isaksen (FAR) |
| 15 november EK-kwalificatie № 83 «onderlinge duels» 20:30 uur | Andy Reid 7' Kevin Doyle 21' Robbie Keane 31' Robbie Keane 58' (pen.) Robbie Keane 85' |       |            | Lansdowne Road, Dublin Toeschouwers: 34.018 Scheidsrechter: Lassin Isaksen (FAR) |

## FIFA-wereldranglijst
| JAN | FEB | MAR | APR | MEI | JUN | JUL | AUG | SEP | OKT | NOV | DEC |
| --- | --- | --- | --- | --- | --- | --- | --- | --- | --- | --- | --- |
| 156 | 156 | 158 | 160 | 161 | 161 | 191 | 191 | 194 | 194 | 195 | 194 |

## Statistieken
| Aldo Simoncini         | 1986-08-30 | San Marino Calcio  | 2 | 0 | 0 | 2 | 0 |
| Federico Valentini     | 1982-01-22 | AS Novafeltria     | 2 | 0 | 0 |   |   |
| Verdediging            |            |                    |   |   |   |   |   |
| Nicola Albani          | 1981-04-15 | AC Juvenes/Dogana  | 2 | 0 | 0 |   |   |
| Alessandro Della Valle | 1982-06-08 | Saludecio Calcio   | 4 | 0 | 0 |   |   |
| Simone Bacciocchi      | 1977-01-22 | AS Novafeltria     | 4 | 0 | 0 |   |   |
| Damiano Vannucci       | 1977-07-30 | AC Libertas        | 4 | 0 | 0 |   |   |
| Alessandro Della Valle | 1982-06-08 | ASD Marignano      | 3 | 0 | 0 |   |   |
| Matteo Andreini        | 1981-10-10 | SP Tre Fiori       | 2 | 0 | 0 |   |   |
| Davide Simoncini       | 1986-08-30 | USD Santa Giustina | 1 | 2 | 0 | 3 | 0 |
| Federico Crescentini   | 1982-04-13 | SP Tre Fiori       | 0 | 2 | 0 |   |   |
| Middenveld             |            |                    |   |   |   |   |   |
| Carlo Valentini        | 1982-03-15 | AS Novafeltria     | 4 | 0 | 0 |   |   |
| Michele Marani         | 1982-11-16 | AS Novafeltria     | 2 | 2 | 0 |   |   |
| Matteo Bugli           | 1983-03-10 | Olympia Secchiano  | 2 | 0 | 0 |   |   |
| Marco Domeniconi       | 1984-01-29 | AS Real Misano     | 2 | 0 | 0 |   |   |
| Mirko Palazzi          | 1987-03-21 | US Castelnuovo     | 2 | 0 | 0 |   |   |
| Mattia Masi            | 1984-12-04 | Virtus Poggibonsi  | 1 | 2 | 0 |   |   |
| Paolo Mariotti         | 1979-11-05 | SP La Fiorita      | 1 | 1 | 0 |   |   |
| Michele Moretti        | 1981-10-26 | AC Sammaurese      | 1 | 0 | 0 |   |   |
| Giovanni Bonini        | 1986-09-05 | AC Dozzese         | 0 | 3 | 0 |   |   |
| Alberto Celli          | 1985-06-24 | Sant'Ermete Calcio | 0 | 1 | 0 |   |   |
| Enrico Cibelli         | 1987-12-10 | SP Tre Penne       | 0 | 1 | 0 |   |   |
| Federico Nanni         | 1981-09-22 | AC Libertas        | 0 | 1 | 0 |   |   |
| Aanval                 |            |                    |   |   |   |   |   |
| Andy Selva             | 1976-05-25 | US Sassuolo        | 4 | 0 | 0 |   |   |
| Manuel Marani          | 1984-06-07 | AC Dozzese         | 3 | 0 | 0 |   |   |

FSGC · A-internationals · Bondscoaches · Statistieken · San Marino U21 · San Marino U19 · San Marino U18 · San Marino U17 · San Marino U16
1986 – 1989 · 1990 – 1999 · 2000 – 2009 · 2010 – 2019 · 2020 – 2029
2000 · 2001 · 2002 · 2003 · 2004 · 2005 · 2006 · 
Albanië · 
Andorra ·
Azerbeidzjan ·
België · 
Bosnië en Herzegovina · 
Bulgarije ·
Canada ·
Cyprus ·
Denemarken ·
Duitsland · 
Engeland · 
Estland · 
Faeröer · 
Finland · 
Gibraltar · 
Griekenland · 
Hongarije · 
Ierland · 
IJsland ·
Israël · 
Italië · 
Kaapverdië ·
Kazachstan ·
Kosovo ·
Kroatië · 
Letland · 
Libanon · 
Liechtenstein · 
Litouwen · 
Luxemburg ·
Malta ·
Moldavië ·
Montenegro ·
Nederland · 
Noord-Ierland · 
Noorwegen ·
Oekraïne ·
Oostenrijk · 
Polen · 
Roemenië · 
Rusland · 
Saint Kitts en Nevis ·
Saint Lucia ·
Schotland · 
Servië en Montenegro · 
Seychellen ·
Slovenië · 
Slowakije · 
Spanje · 
Syrië ·
Tsjechië · 
Turkije · 
Wales · 
Wit-Rusland · 
Zweden · 
Zwitserland
Nederland (2011)